# Cermatobius kirgisicus
Cermatobius kirgisicus är en mångfotingart som först beskrevs av Zalesskaja 1972.  Cermatobius kirgisicus ingår i släktet Cermatobius och familjen fåögonkrypare.
Artens utbredningsområde är Kazakstan. Inga underarter finns listade i Catalogue of Life.